# Rohr (Bas-Rhin)
Rohr ist eine französische Gemeinde mit 354 Einwohnern (Stand 1. Januar 2021) im Département Bas-Rhin in der Region Grand Est (bis 2015 Elsass). Rohr ist Mitglied des Gemeindeverbands Kochersberg. Am 1. Januar 2015 wechselte die Gemeinde vom Arrondissement Strasbourg-Campagne zum Arrondissement Saverne.

## Geografie
Rohr liegt im Nordosten Frankreichs im Kochersberg, 19 Kilometer nordwestlich von Straßburg. Nachbargemeinden von Rohr sind Duntzenheim im Norden, Gougenheim im Nordosten, Durningen im Südosten und Willgottheim im Südwesten. Das Gemeindegebiet umfasst 334 Hektar, die mittlere Höhe beträgt 207 m, die Mairie (Rathaus) steht auf einer Höhe von 184 m.
Rohr ist einer Klimazone des Typs Cfb (nach Köppen und Geiger) zugeordnet: Warmgemäßigtes Regenklima (C), vollfeucht (f), wärmster Monat unter 22 Grad Celsius, mindestens vier Monate über 10 Grad Celsius (b). Es herrscht Seeklima mit gemäßigtem Sommer.

## Geschichte
Einer lokalen Legende nach hat Arbogast von Straßburg um 550 eine Quelle am Ort hervorgerufen. Durch die Quelle sei die Gegend feucht geworden und Schilfrohr sei gesprossen, das namensgebend gewirkt habe. 
Im Zuge der Französischen Revolution (1789–1799) wurde Rohr 1793 offiziell zur Gemeinde und erhielt 1801 das Recht auf kommunale Selbstverwaltung. Im Deutsch-Französischen Krieg (1870–1871) fiel es an Deutschland. Seit 1919 gehört es durch den Verlauf des Ersten Weltkriegs (1914–1918) wieder zu Frankreich. Vom 1. Februar 1973 bis zum 1. Januar 1986 war Rohr ein Teil der Gemeinde Gougenheim.

### Bevölkerungsentwicklung
| Jahr      | 1962 | 1968 | 1975 | 1982 | 1990 | 1999 | 2006 | 2017 |
| Einwohner | 177  | 183  | 188  | 238  | 215  | 269  | 277  | 311  |

## Sehenswürdigkeiten
Die mittelalterliche Kirche Saint-Arbogast wurde im 18. Jahrhundert durch die heutige Kirche ersetzt. Der älteste Teil der heutigen Kirche Saint-Arbogast ist der Turm, der im 13. Jahrhundert erbaut wurde. Das Erdgeschoss des Turms wurde im 15. Jahrhundert überdacht. Die Konstruktion aus Eiche, die die Glocke hält, trägt die Jahreszahl 1699. Sie wurde aber im 18. Jahrhundert erneuert. Kirchenschiff und Chor stammen aus dem 18. Jahrhundert. Die Sakristei wurde im 19. Jahrhundert erbaut.

## Wirtschaft
Auf dem Gemeindegebiet gelten geschützte geographische Angaben (IGP) für Geflügel (Volailles d’Alsace), Honig (Miel d’Alsace), Sahne (Crème fraîche fluide d’Alsace) und Nudeln (Pâtes d’Alsace).